# Synagoge (Essenheim)
Die Synagoge in Essenheim im rheinland-pfälzischen Landkreis Mainz-Bingen wurde 1857 in der Klappergasse eingeweiht. Nach Auflösung der Gemeinde wurde sie 1935/36 an einen Landwirt verkauft und als Lagerraum genutzt. 1978 wurde die ehemalige Synagoge abgerissen.

## Geschichte
Ob es bereits vor dem Bau der Synagoge einen Betsaal gegeben hat und wenn ja, wo sich dieser befand, ist nicht überliefert. 1854 kaufte die jüdische Gemeinde ein Wohnhaus in der Klappergasse und richtete darin eine Synagoge ein. Die Gesamtkosten des Umbaus beliefen sich auf 4000 Gulden. Der Großteil dieser Summe stammte aus einer Spende des ehemaligen Mitglieds der jüdischen Gemeinde Jakob Lehmann, der in die Vereinigten Staaten ausgewandert war. Die Umbauarbeiten dauerten bis 1857. Im Jahr 1889 musste die Synagoge renoviert werden, da sich die Grundmauern abgesenkt hatten. Bei diesen Renovierungsarbeiten wurde auch eine Tafel zu Ehren von Jakob Lehmann neben dem Eingangsportal angebracht. Die Inschrift lautete:
Jacob Lehmann

von hier stiftete dieses Haus

der Verehrung des höchsten Wesens 1857

renoviert 1889.
Nachdem sich die Gemeinde 1933 aufgelöst hatte, wurde das Gebäude 1935/36 an einen Landwirt verkauft, der die ehemalige Synagoge als Lagerraum nutzte. Wohl aus diesem Grund wurde sie bei den Novemberpogromen 1938 nicht zerstört. Nach dem Krieg wurde das Gebäude an die jüdische Kultusgemeinde rückübertragen. Diese vermietete die ehemalige Synagoge erneut. In den 1970er Jahren wurde das Gebäude wieder als Lagerraum genutzt. 1978 erfolgte dann der Abriss der ehemaligen Synagoge. 1988 ließ die politische Gemeinde am Standort der ehemaligen Synagoge einen Gedenkstein aufstellen. Die Inschrift lautet:
Hier stand die Synagoge

von Essenheim geweiht

im Jahre 1857. Bis

1935 diente sie unseren

jüdischen Bürgern, die aus

der Heimat vertrieben

oder in Konzentrationslagern

ermordet wurden,

als Gebetsstätte.

Die Gemeinde Essenheim 1988

## Gebäude
Bei der Synagoge handelte es sich um einen zweigeschossigen Backsteinbau. Die Synagoge verfügte über eine Frauenempore, die vermutlich über eine Wendeltreppe im Inneren erreichbar war. Aussagen über die Architektur lassen sich nur, anhand von zwei Teilfotografien, für die Fassade zur Straße hin tätigen. Demnach war diese durch einen Mittelrisalit optisch in drei Teile gegliedert. Im Mittelrisalit befand sich das Eingangsportal mit einem darüberliegenden  Tympanon und einem dreigeteilten halbrunden Fenster. Das dreigeteilte Fenster wurde von drei nach innen springenden Rundbögen überspannt. Links, in Höhe des dreigeteilten Fensters, befand sich die Tafel mit der Inschrift zu Ehren von Jacob Lehmann. Über dem Portal befand sich im ersten Stock ein Rundbogenfenster. Die beiden Seitenachsen der Fassade verfügten im Erdgeschoss und im Obergeschoss über je ein Rundbogenfenster. Alle Rundbogenfenster hatten eine aus Stein bestehende und auf Konsolen gelagerte, vorspringende Fensterbank. In der Mitte der Rundbögen war jeweils ein trapezförmiger, vorspringender und oben über den Rundbogen herausragender Keilstein eingelassen. Ein weiteres Zierelement war ein im Erdgeschoss und im Obergeschoss, jeweils in Höhe des Beginns der Bögen der Fenster, verlaufender Fries. Dieser wurde aus hochkant verbauten Steinen gebildet, die abwechselnd in der Fassade zurücksprangen oder mit dieser eben abschlossen.

## Jüdische Gemeinde Essenheim
Die jüdische Gemeinde Essenheim bestand vom Anfang des 19. Jahrhunderts bis 1933. Sie gehörte zum Bezirksrabbinat Mainz.